# Vertretung der Europäischen Kommission in Deutschland

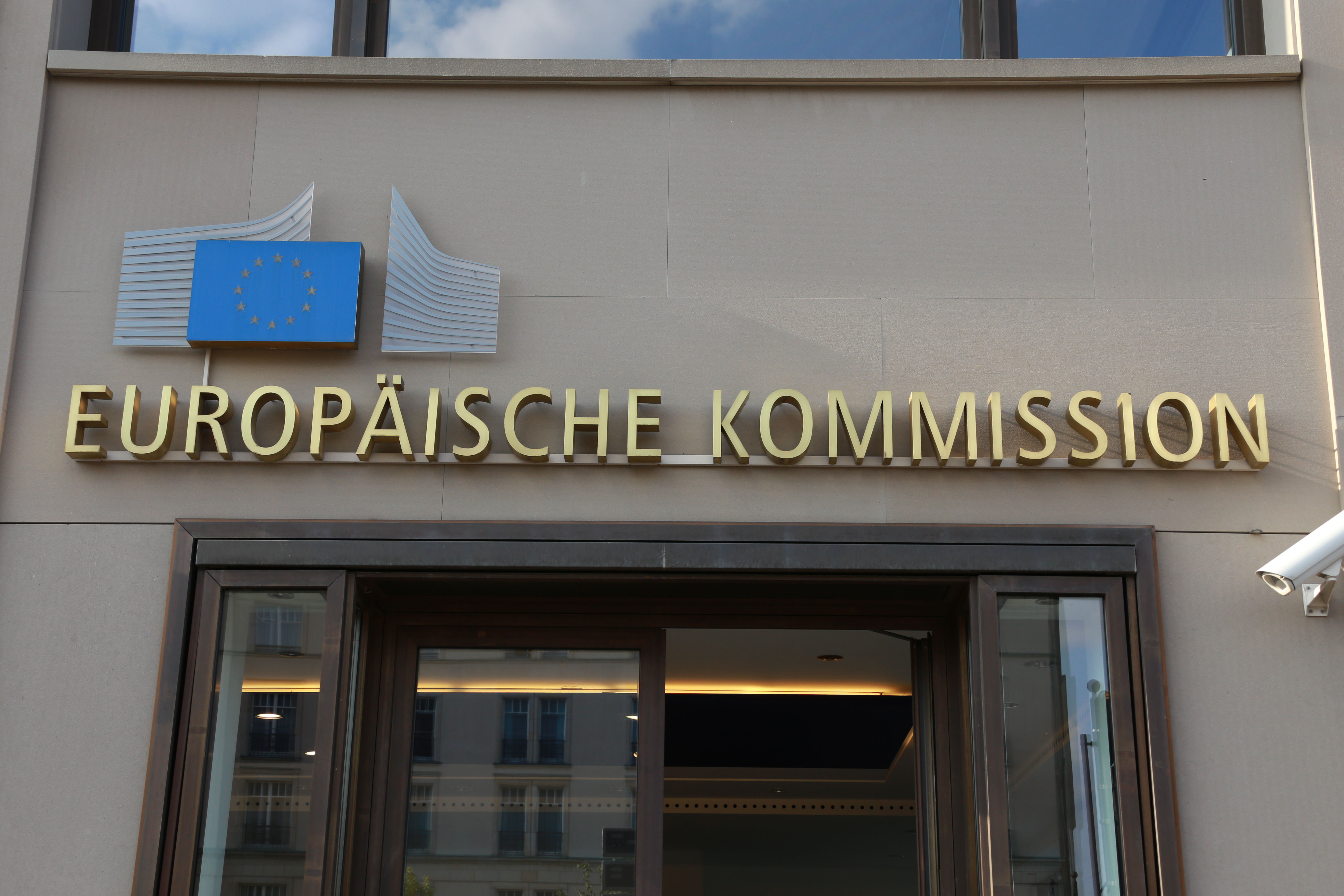
Vertretung der Europäischen Kommission im Europäischen Haus Berlin

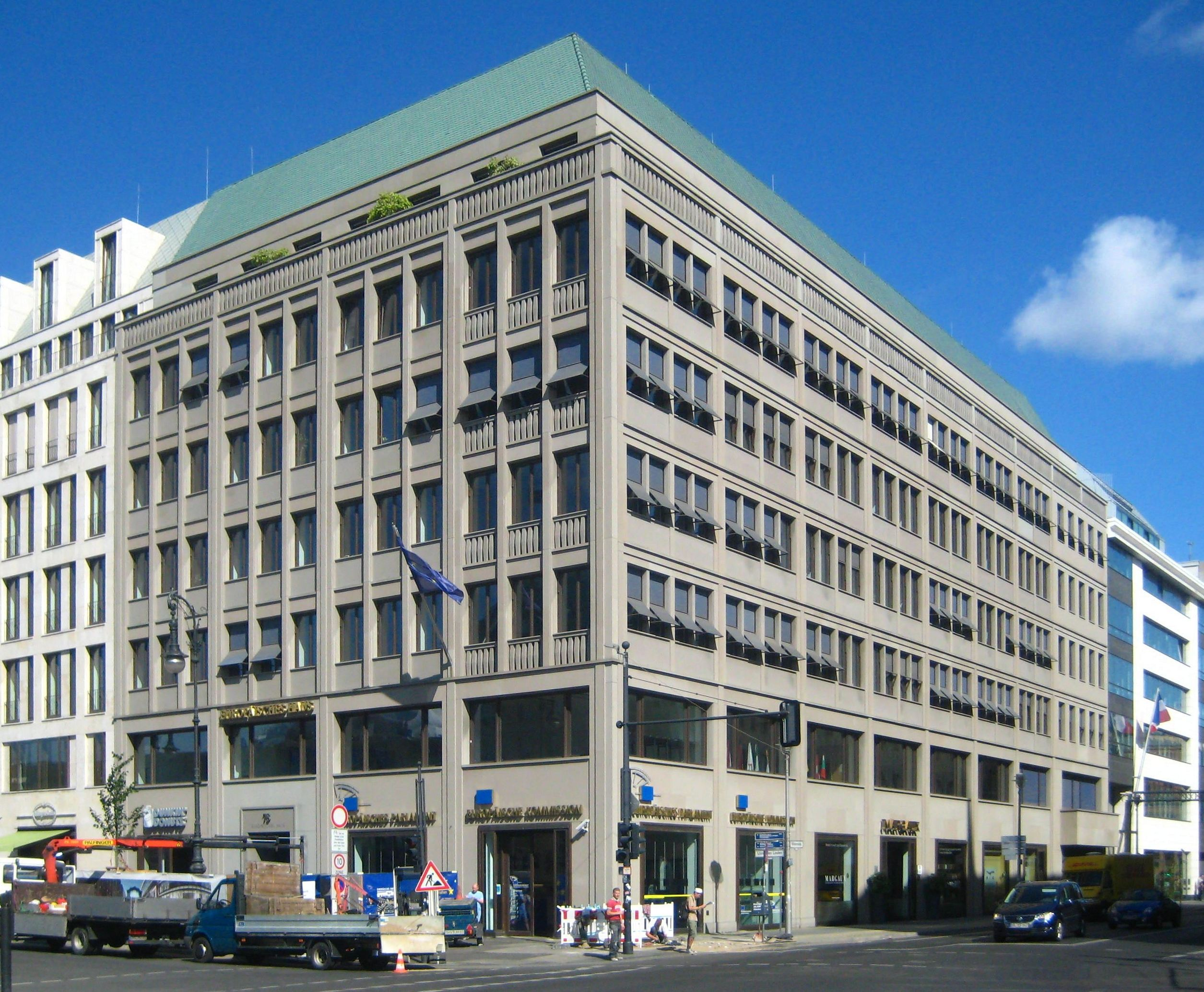
Europäisches Haus Berlin, Unter den Linden beim Brandenburger Tor

Die Vertretung der Europäischen Kommission in Deutschland ist eine der Vertretungen (Außenstellen) der Europäischen Kommission in den 27 Mitgliedsstaaten der Europäischen Union. Ihre Aufgaben ähneln denen einer Botschaft: Sie beobachtet die politischen Prozesse im Land, erklärt nationalen Entscheidungsträgern Vorschläge und Pläne der Europäischen Kommission und vermittelt Medien sowie Bürgern Informationen über das europäische Geschehen (Public Diplomacy).
Die Vertretung ist das Bindeglied zwischen der EU-Kommission in Brüssel und der Bundesregierung, dem Bundestag, den Ländern und Kommunen. Sie steht im Kontakt zu Verbänden, Sozialpartnern, Zivilgesellschaft, Medien und Bürgern.
Die Vertretung der EU-Kommission hat seit 1999 ihren Hauptsitz in Berlin. Zudem gibt es Regionalvertretungen in Bonn und München.
Am 6. Februar 2024 wurde Barbara Gessler zur Vertreterin der EU-Kommission in Deutschland ernannt.

## Geschichte
Die Vertretung der Europäischen Kommission geht auf ein Presseverbindungsbüro der 1951 begründeten Hohen Behörde der Europäischen Gemeinschaft für Kohle und Stahl („Montanunion“) zurück, das am 1. März 1954 in Bonn eingerichtet wurde. Es war ihr erstes Presseverbindungsbüro in einem der Mitgliedsstaaten – später folgten Büros in Rom und Paris – und hatte die Aufgabe, die Öffentlichkeit über die Montanunion und ihre Politik zu informieren sowie die Hohe Behörde über die öffentliche Meinung in der Bundesrepublik aufzuklären. Ursprünglich im Schulze-Delitzsch-Haus ansässig, zog das Büro 1958 innerhalb Bonns an die Zitelmannstraße 11 am Rande des Parlaments- und Regierungsviertels um. Nach Gründung der Europäischen Wirtschaftsgemeinschaft (EWG) und der Europäischen Atomgemeinschaft (EURATOM) im Jahre 1957 vertrat es als „Presse- und Informationsbüro“ auch deren Interessen. 1969 folgte ein erneuter Umzug an die Zitelmannstraße 22. 1989 erhielt das Büro zusätzliche Aufgaben und wurde in Vertretung der Europäischen Kommission umbenannt. Sie hatte ihren Sitz zuletzt am Bertha-von-Suttner-Platz 2–4. Im Zuge der Verlegung des Regierungssitzes nach Berlin (1999) wurde das dort seit 1968 bestehende Regionalbüro in die Hauptvertretung der EU-Kommission umgewandelt und in Bonn am bisherigen Standort ein Regionalbüro belassen (→ Regionalvertretung in Bonn).

## Funktion
Die Vertretung bildet das Bindeglied zwischen nationaler Politik und Öffentlichkeit einerseits und der Europäischen Kommission in Brüssel andererseits. Sie informiert Bürger und Medien über die Politik der Kommission und hält den Kontakt zu den Parlamenten, Regierungen von Bund und Ländern, Verbänden und Sozialpartnern. Zugleich informiert die Vertretung die Dienststellen in Brüssel über die politische Lage in Deutschland und vermittelt die besonderen Bedürfnisse Deutschlands nach Brüssel.
Die Vertretung verbindet die deutsche Politik und die Europäische Kommission in Brüssel. Sie sichert den Kontakt mit den Parlamenten, Regierungen von Bund und Ländern, Verbänden und Sozialpartnern. Außerdem berichtet die Vertretung an die Dienststellen in Brüssel über die politische Lage in Deutschland. Eine besondere Rolle spielt die Vertretung bei der Koordinierung der Wirtschaftspolitik in der EU (Europäisches Semester). Darüber hinaus informiert sie Bürger und Medien über die Politik der Kommission. Um die Bürger zu erreichen, organisieren die drei Büros der Vertretung in Deutschland Dialoge mit EU-Politikern und Diskussionsveranstaltungen zu aktuellen Themen der Europäischen Union.

## Hauptsitz der Vertretung in Berlin

### Aufgaben
Der Hauptsitz der Vertretung befindet sich seit 1999 im Europäischen Haus am Pariser Platz in Berlin, in dem auch das Informationsbüro des Europäischen Parlaments und der Europa-Punkt ihren Sitz haben. In Berlin pflegt die Vertretung den Kontakt zu Bundestag, Bundesrat und Bundesregierung, betreibt eine aktive Pressearbeit und kommuniziert mit der breiten Öffentlichkeit. Regional ist die Berliner Vertretung für zehn Bundesländer zuständig: Berlin, Brandenburg, Bremen, Hamburg, Mecklenburg-Vorpommern, Niedersachsen, Sachsen, Sachsen-Anhalt, Schleswig-Holstein und Thüringen.

### Leitung der Vertretung
Die Leiterin der Vertretung in Deutschland ist Barbara Gessler.
Vorgänger im Amt waren:
- Patrick Lobis (September 2023–Februar 2024), kommissarisch
- Jörg Wojahn (September 2019–August 2023)
- Richard Kühnel (Juli 2014–August 2019), seit September 2019 Direktor der Generaldirektion „Kommunikation“ bei der Europäischen Kommission in Brüssel
- Marie-Thérèse Duffy-Häusler (Oktober 2013–Juni 2014), kommissarisch[4]
- Matthias Petschke (2009–2013)
- Gerhard Sabathil (2004–2008)
- Axel R. Bunz (1993–2003)
- Gerd Langguth (1988–1993)

### Politische Abteilung
Die Politische und Wirtschaftspolitische Abteilung der Vertretung hält den Kontakt mit Ministerien, Parlamenten, Verbänden und zivilgesellschaftlichen Organisationen und verfasst für die Brüsseler Zentrale Berichte und Analysen zu politischen, wirtschaftlichen und gesellschaftlichen Trends, europapolitischen Debatten sowie besonderen Ereignissen in Deutschland. Teil dieser Abteilung sind die Experten für die Koordinierung der Wirtschaftspolitik in der EU (Europäisches Semester) sowie der Experte für Außenhandelspolitik.
Leiterin der Politischen Abteilung ist Manica Hauptmann.

### Abteilung Kommunikation
Die Abteilung Öffentlichkeitsarbeit der Vertretung informiert Bürger darüber, was auf europäischer Ebene entschieden wird und warum. Dafür arbeitet sie mit Kooperationspartnern aus Zivilgesellschaft, Bund und Ländern zusammen. Sie organisiert deutschlandweit öffentliche Veranstaltungen und Bürgerdialoge und produziert Informations- und Unterrichtsmaterialien.
Leiterin der Abteilung Öffentlichkeitsarbeit ist Dina Behnke.

### Presseabteilung
Die Presseabteilung der Vertretung informiert Medien und Öffentlichkeit über die politischen Prioritäten und Entscheidungen der EU-Kommission, beantwortet Journalistenfragen und vermittelt Interviews mit EU-Entscheidungsträgern. Sie verschickt einen täglichen E-Mail-Newsletter mit den für Deutschland wichtigsten Meldungen aus der EU-Kommission, eine wöchentliche Terminvorschau sowie die zweiwöchentlich erscheinenden EU-Nachrichten. Darüber hinaus betreut sie die Social-Media-Kanäle der Vertretung (Facebook, Instagram, Twitter und YouTube).
Leiterin der Presseabteilung und Pressesprecherin der Vertretung ist Birgit Schmeitzner.

## Regionalvertretung in Bonn

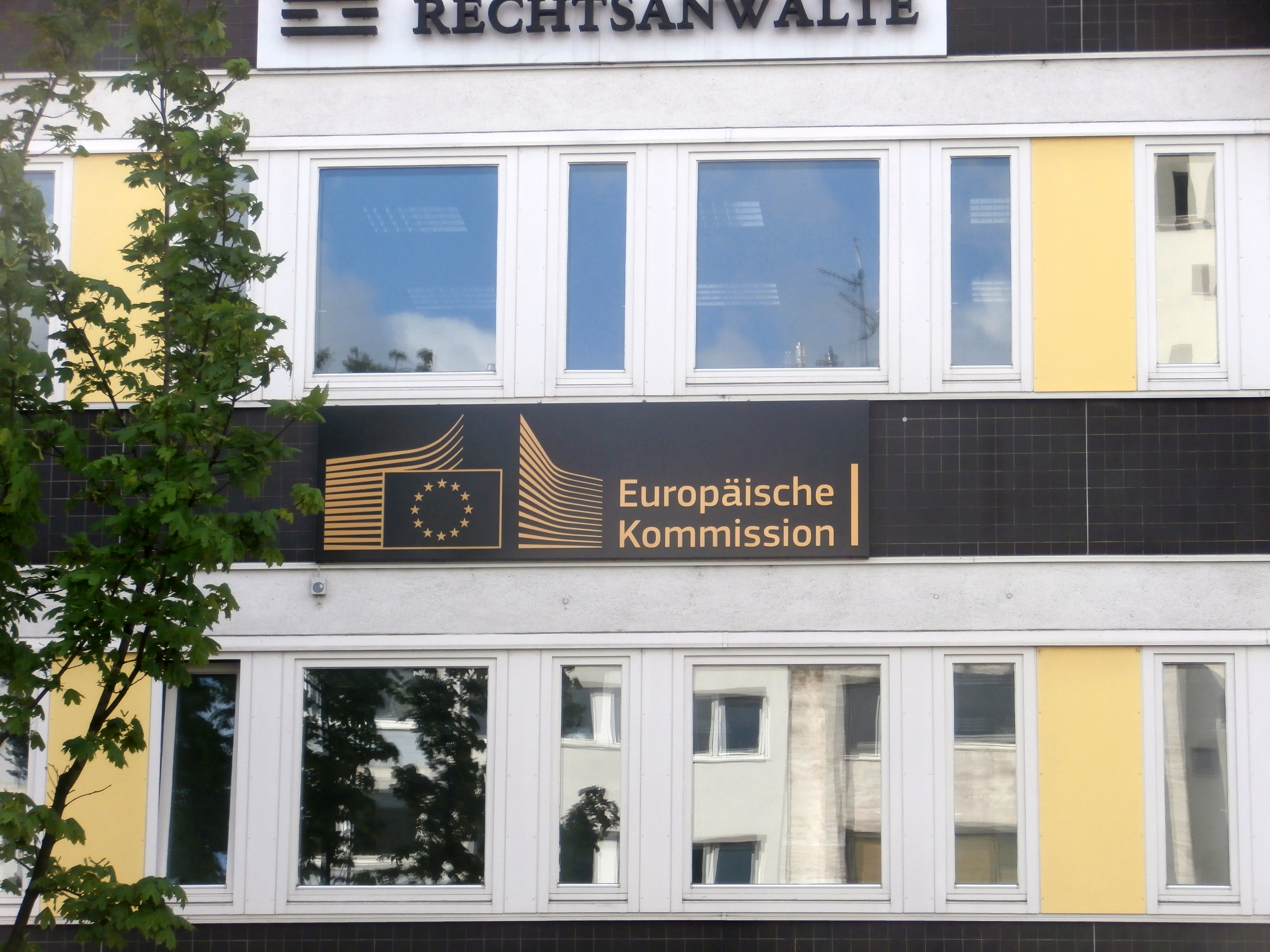
Regionalvertretung der EU-Kommission in Bonn, 2014

Die Regionalvertretung in Bonn (Bertha-von-Suttner-Platz 2/4) befindet sich am vormaligen Hauptsitz der Vertretung der EU-Kommission, der 1999 nach Berlin verlegt wurde. Sie ist zuständig für die westlichen Bundesländer Nordrhein-Westfalen, Hessen, Rheinland-Pfalz und Saarland. Die Regionalvertretung ist das Bindeglied zwischen der Kommission in Brüssel und der Öffentlichkeit in den westlichen Bundesländern. Der Informationsservice der Regionalvertretung beantwortet Fragen zu allen EU-Themen und versorgt Interessenten mit Informationsmaterial. Außerdem finden sich Informationen und Beispiele rund um das Thema EU-Förderungen in der Region.
Leiter der Regionalvertretung ist Stefan Lock.

### Informationsservice
Der Informationsservice beantwortet Fragen zu allen EU-Themen und versorgt Interessenten mit Informationsmaterial. Außerdem finden sich Informationen und Beispiele rund um das Thema EU-Förderung in der Region.

### Veranstaltungen
Die Regionalvertretung organisiert selbst sowie mit verschiedenen Partnern Veranstaltungen in den Bundesländern Nordrhein-Westfalen, Rheinland-Pfalz, Hessen und Saarland.

## Regionalvertretung in München

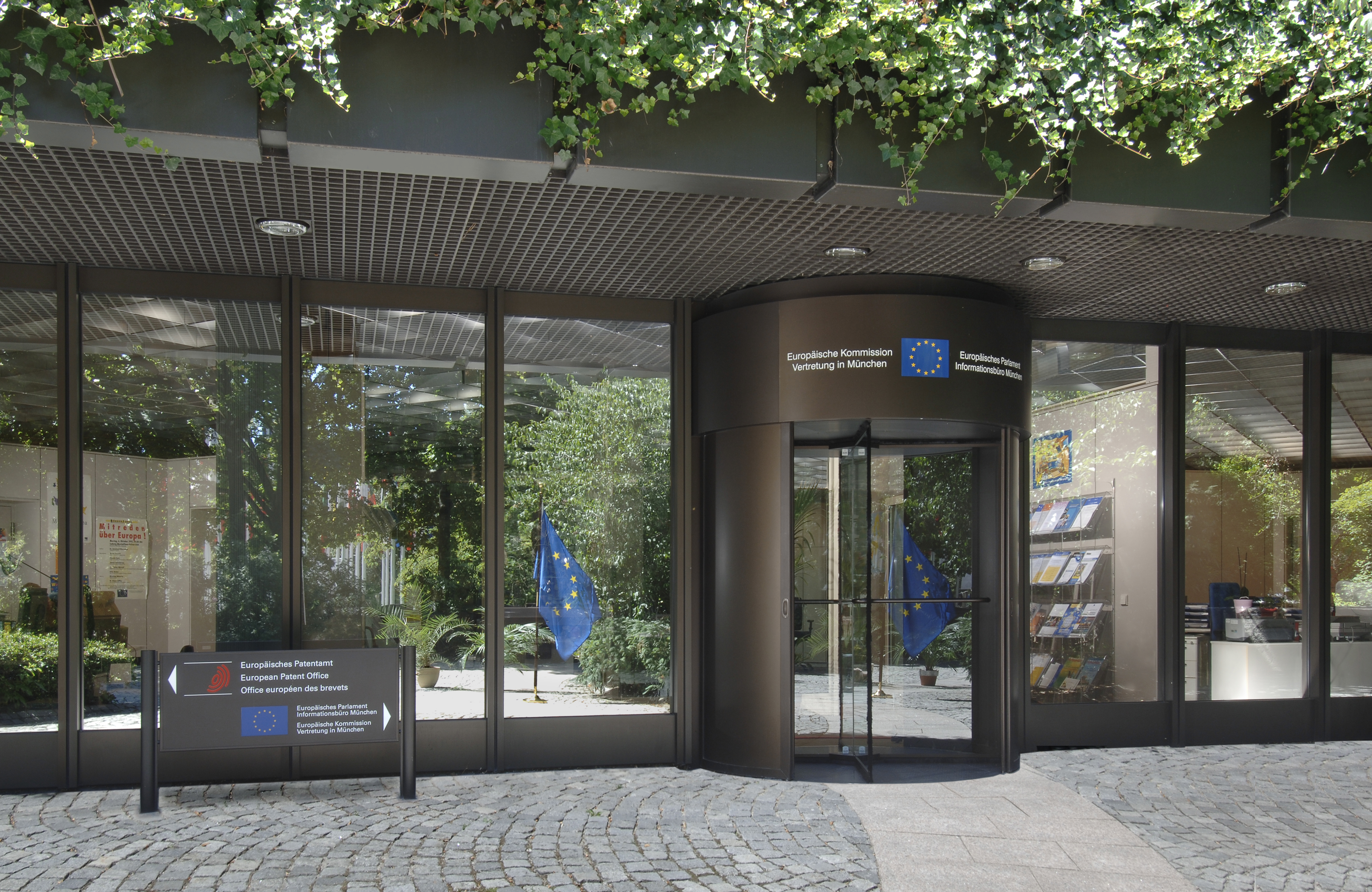
Regionalvertretung der Europäischen Kommission in München

Die Regionalvertretung in München ist zuständig für die Bundesländer Bayern und Baden-Württemberg. Ihre Aufgaben entsprechen denen der Regionalvertretung in Bonn. Zudem koordiniert die Regionalvertretung München das deutschlandweite Netz der 50 EUROPE DIRECT Zentren („ED“) sowie die 27 Europäischen Dokumentationszentren.
Leiter der Regionalvertretung ist Wolfgang Bücherl.

### Bürgerservice
Die Abteilung Bürgerservice stellt interessierten Bürgern, Medien und Schulen Informationen und Materialien zur Verfügung.

### Veranstaltungen
Die Regionalvertretung organisiert selbst sowie mit verschiedenen Partnern Veranstaltungen in den Bundesländern Baden-Württemberg und Bayern.

## Regionale Informations- und Beratungsangebote

### Europe Direct
In Deutschland fungieren 50 Europe Directs als lokale Schnittstelle zwischen den Bürgern und der Europäischen Union. Die Europäische Kommission kofinanziert die Informationsbüros aus ihrem Haushalt. Sie haben die Aufgabe, den Bürgern vor Ort Informationen, Rat, Hilfe und Antworten auf Fragen über die Europäische Union zu geben. Die Vertretung koordiniert ihre Arbeit, versorgt sie mit Materialien und veranstaltet Weiterbildungen für die Mitarbeiter.

### Enterprise Europe Network
Das enterprise europe network (EEN) ist Teil des europe-direct-Netzwerks der Europäischen Kommission. Das EEN unterstützt Kooperationen, Technologietransfer und strategische Partnerschaften zwischen kleinen und mittelständischen Unternehmen (KMU).

### Europäische Dokumentationszentren
Die 27 Europäischen Dokumentationszentren in Deutschland fördern Lehre und Forschung zu Fragen der europäischen Integration. Sie sind an Hochschulen und Forschungseinrichtungen angesiedelt und sorgen dafür, dass die Dokumente und Publikationen der EU für Forschung und Lehre, aber auch für alle anderen Interessenten frei zugänglich sind.

### Team Europe in Deutschland – Rednerpool der Europäischen Kommission
Das Team Europe ist ein Team von 50 Experten, die aus dem gesamten Bundesgebiet kommen und als Referenten für Vorträge zu den verschiedensten europäischen Themen gebucht werden können. Sie können zum Beispiel dann angefragt werden, wenn die hauptamtlichen Mitarbeiter der Vertretung aus Zeitmangel einen Vortragswunsch nicht erfüllen können.

### Erlebnis Europa
Die interaktive Ausstellung „Erlebnis Europa“ im Europäischen Haus in Berlin ist eine gemeinsame Einrichtung der Informationsbüros der Kommission und des Europäischen Parlaments. Als erste Anlaufstelle für Interessierte bietet es eine interaktive Ausstellung zu europäischen Themen, Institutionen und Personen und stellt Information, Beratung Publikationen zu verschiedenen europäischen Themen zur Verfügung.

## Staatliche Partner

### Verwaltungspartnerschaft
In einer Verwaltungspartnerschaft mit der Bundesregierung und dem Europäischen Parlament organisierte die Vertretung unter dem Titel aktion europa regelmäßig Ausschreibungen zur Durchführung von europapolitischer Öffentlichkeitsarbeit. Die Ausschreibungen wurden aus dem Haushalt der Europäischen Union finanziert und richten sich vor allem an Multiplikatoren und zivilgesellschaftliche Organisationen. Durch die Verwaltungspartnerschaft konnten unter anderem Veranstaltungen und Planspiele für Jugendliche sowie Broschüren, Unterrichtsmaterialien und auch Filmspots realisiert werden.

### Strategische Partnerschaften
Mit den deutschen Bundesländern unterhält die Vertretung strategische Partnerschaften, um gemeinsame Europakommunikation zu betreiben. Umgesetzt werden so z. B. die Europawoche.

## Zivilgesellschaftliche Partner
Die Vertretung arbeitet mit vielen externen Partnern zusammen. Das aus über 200 Organisationen bestehende Netzwerk Europäische Bewegung Deutschland ist seit 2007 Korrespondent der Vertretung im Rahmen des Programme d'Information du Citoyen Européen (PRINCE). Die Tätigkeit als PRINCE-Korrespondent enthält den Auftrag zur Unterrichtung der Bürger über europapolitische Themen und zu deren Einbindung in aktuelle Debatten durch Projekte und Maßnahmen der europapolitischen Öffentlichkeitsarbeit. Die im Auftrag der Europäischen Kommission durchgeführte Tätigkeit umfasst neben Einzelmaßnahmen mehrere Projekte der zielgruppenorientierten Europa-Kommunikation.